# Music Center para PC
Music Center para PC es un reproductor de música y software de transferencia para Microsoft Windows, desarrollado por Sony y lanzado por primera vez en 2017.

## Visión general
El software se creó para reemplazar Media Go y x-APPLICATION (en japonés: x-アプリ). A diferencia de estos, Music Center para PC solo se centra en el audio y, como resultado, se han eliminado varias funciones, como la grabación de CD o funciones de medios que no son de audio, como la reproducción y transferencia de fotos o videos. Tampoco es compatible para la transferencia con teléfonos o consolas, sino solo con dispositivos de audio como Walkman, estéreos domésticos y sistemas de cine, altavoces activos y otros.
La versión 1.0 de Music Center para PC está basada en x-APPLICATION (ya su vez, SonicStage). La versión 2.0 se lanzó a fines de 2018 y tuvo una revisión importante de la interfaz de usuario desarrollada en Electron. Además, ahora también hay soporte para DSEE HX.
El etiquetado Gracenote de música también está integrado en Music Center para PC. La tienda de música mora también está integrada para que los clientes japoneses compren música directamente.

## Soporte de formato
Music Center para PC admite la reproducción de numerosos formatos, incluido audio de alta resolución, a saber: ATRAC (.oma/.aa3), ATRAC Advanced Lossless (.oma/.aa3), WAV (.wav), MP3 (.mp3), AAC (.3gp/.mp4/.m4a), HE-AAC (.3gp/.mp4/.m4a), WMA (.wma), DSD (.dsf/.dff), FLAC (.flac), MQA (. mqa.flac), APE (.ape), ALAC (.mp4/.m4a) y AIFF (.aiff/.aif).
También puede reproducir CD de audio, pero la copia de un CD solo es posible en formatos FLAC, WAV, MP3 o AAC.